# Eryngium madrense
Eryngium madrense är en flockblommig växtart som beskrevs av Sereno Watson. Eryngium madrense ingår i släktet martornar, och familjen flockblommiga växter. Inga underarter finns listade i Catalogue of Life.